# سرخ (آلبوم)
Red  هفتمین آلبوم استودیویی توسط گروه راک پروگرسیو انگلیسی King Crimson است. در 6 اکتبر 1974 از طریق Island Records در انگلستان و Atlantic Records در آمریکای شمالی و ژاپن منتشر شد. این آلبوم در ماه های ژوئیه و اوت 1974 در Olympic Studios در لندن ضبط و تولید شد
با قطعه "Providence" که یک قطعه بداهه نوازی رایگان است که در کنسرت 30 ژوئن 1974 در تئاتر Palace در Providence ، Rhode Island ضبط شده است. بخشهایی از آلبوم از قطعات قبلی بهبود یافته توسط گروه در طول کنسرت ها الهام گرفته شده است. آنها همچنین یک نسخه کامل از "Starless" را برای آلبوم ضبط کردند ،
که در ابتدا برای آلبوم قبلی آنها ، Starless و Bible Black (1974) در نظر گرفته شده بود ، اما هرگز به طور کامل نوشته نشده بود و در طول سال 1974 در طول کنسرت ها اجرا شد.
Red یک آلبوم پیشرفته راک است و صدای قابل توجهی سنگین تر از آلبوم های قبلی آنها است. بعداً توسط Q. یکی از 50 "سنگین ترین آلبوم تمام دوران" نامیده شد.
این امر با اجرای قطعات ریتم توسط اعضای گروه جان وتون (گیتار باس ، آواز) و بیل برفورد (درام ، سازهای کوبه ای) حاصل شد. تولید آلبوم نیز به طور قابل توجهی لایه بازتر است ، از جمله اضافه فروشی های بیشتر گیتار. این آلبوم همچنین بازگشت استفاده از ساکسیفون سنگین در موسیقی آنها را نشان می دهد ،
با سازهای دیگر مانند ویولنسل ، ابوا و کرنت نیز در همه جا ظاهر می شود.

تقریباً دو هفته قبل از انتشار Red ، King Crimson منحل شد. آلبوم در آن زمان کمترین نمودار آلبوم آنها بود و تنها یک هفته در نمودار آلبوم انگلیس با شماره 45 و بیلبورد 200 با شماره 66 به سر برد. با این حال ، این یک آلبوم محبوب در میان منتقدان و طرفداران بود. این ستایش با بازخوانی گذشته گرایانه ، به عنوان یکی از بهترین کارهای گروه شناخته شده است و چندین بار دوباره منتشر شده است.

## فهرست ترانه‌ها
1. Red (سرخ)
2. Fallen Angel (فرشته سقوط کرده)
3. One More Red Nightmare (یکباره دگر کابوس سرخ)
4. Providence (مشیت الهی)
5. Starless (بی ستاره)